# Shaniko
Shaniko is een plaats (city) in de Amerikaanse staat Oregon, en valt bestuurlijk gezien onder Wasco County.

## Demografie
Bij de volkstelling in 2000 werd het aantal inwoners vastgesteld op 26. In 2006 is het aantal inwoners door het United States Census Bureau geschat op eveneens 26.

## Geografie
Volgens het United States Census Bureau beslaat de plaats een oppervlakte van 1,2 km², geheel bestaande uit land. Shaniko ligt op ongeveer 1019 m boven zeeniveau.

## Plaatsen in de nabije omgeving
De onderstaande figuur toont nabijgelegen plaatsen in een straal van 44 km rond Shaniko.